# Aleksandr Abušachmetov
Aleksandr Veniaminovič Abušachmetov (in russo Александр Вениаминович Абушахметов?; Biškek, 21 luglio 1954 – Mosca, 10 giugno 1996) è stato uno schermidore sovietico, dal 1992 russo, vincitore di una medaglia di bronzo nella scherma ai giochi olimpici e di una Coppa del Mondo di scherma.